# North Wood
North Wood var en civil parish 1858–1946 när det uppgick i Little Yeldham och Tilbury Juxta Clare, i grevskapet Essex, i England. Civil parish var belägen 16 km från Braintree och hade 9 invånare år 1931.